# Soft tennis nos Jogos Asiáticos de 2022
O soft tennis [en] nos Jogos Asiáticos de 2022 foi realizado no Centro de Exposições Olímpico de Hangzhou [en], na cidade de Hangzhou, na China, entre os dias 3 e 7 de outubro de 2023.
O soft tennis teve eventos por equipes e individuais para homens e mulheres, bem como uma competição de duplas mistas.

## Cronograma
| Código | Fase               |
| ------ | ------------------ |
| P      | Fases preliminares |
| ¼      | Quartas de final   |
| ½      | Semifinais         |
| F      | Final              |

| Evento↓/Data →    | 3º Ter | 4º Qua | 4º Qua | 5º Qui | 5º Qui | 5º Qui | 5º Qui | 6º Sex | 7º Sáb | 7º Sáb | 7º Sáb | 7º Sáb |
| ----------------- | ------ | ------ | ------ | ------ | ------ | ------ | ------ | ------ | ------ | ------ | ------ | ------ |
| Simples masculino |        |        |        |        |        |        |        | P      | P      | ¼      | ½      | F      |
| Equipe masculina  | P      | ½      | F      |        |        |        |        |        |        |        |        |        |
| Simples feminino  |        |        |        |        |        |        |        | P      | ¼      | ¼      | ½      | F      |
| Equipe feminina   | P      | ½      | F      |        |        |        |        |        |        |        |        |        |
| Duplas mistas     |        |        |        | P      | ¼      | ½      | F      |        |        |        |        |        |

## Medalhistas
| Evento            | Ouro                                                                                 | Prata                                                                                    | Bronze |
| ----------------- | ------------------------------------------------------------------------------------ | ---------------------------------------------------------------------------------------- | --- |
| Simples masculino | Toshiki Uematsu JPN Japão                                                            | Chang Yu-sung TPE Taipé Chinês                                                           | Yoon Hyoung-wook KOR Coreia do Sul                                                                                |
| Simples masculino | Toshiki Uematsu JPN Japão                                                            | Chang Yu-sung TPE Taipé Chinês                                                           | Chen Yu-hsun TPE Taipé Chinês                                                                                     |
| Equipe masculina  | JPN Japão Hayato Funemizu Sora Hirooka Riku Uchida Takafumi Uchimoto Toshiki Uematsu | TPE Taipé Chinês Chang Yu-sung Chen Po-yi Chen Yu-hsun Lin Wei-chieh Yu Kai-wen          | INA Indonésia Mario Harley Alibasa Hemat Bhakti Anugerah Tio Juliandi Hutauruk Fernando Sanger Sunu Wahyu Trijati |
| Equipe masculina  | JPN Japão Hayato Funemizu Sora Hirooka Riku Uchida Takafumi Uchimoto Toshiki Uematsu | TPE Taipé Chinês Chang Yu-sung Chen Po-yi Chen Yu-hsun Lin Wei-chieh Yu Kai-wen          | KOR Coreia do Sul Kim Byung-gook Kim Hyun-soo Kim Tae-min Lee Hyeon-su Yoon Hyoung-wook                           |
| Simples feminino  | Mun Hye-gyeong KOR Coreia do Sul                                                     | Noa Takahashi JPN Japão                                                                  | Li Denglin CHN China                                                                                              |
| Simples feminino  | Mun Hye-gyeong KOR Coreia do Sul                                                     | Noa Takahashi JPN Japão                                                                  | Ma Yue CHN China                                                                                                  |
| Equipe feminina   | JPN Japão Haruka Kubo Kurumi Onoue Tomomi Shimuta Noa Takahashi Emina Watanabe       | TPE Taipé Chinês Cheng Chu-ling Hsu Chiao-ying Huang Shih-yuan Kuo Chien-chi Lo Shu-ting | KOR Coreia do Sul Ji Da-young Ko Eun-ji Lee Min-seon Lim Jin-ah Mun Hye-gyeong                                    |
| Equipe feminina   | JPN Japão Haruka Kubo Kurumi Onoue Tomomi Shimuta Noa Takahashi Emina Watanabe       | TPE Taipé Chinês Cheng Chu-ling Hsu Chiao-ying Huang Shih-yuan Kuo Chien-chi Lo Shu-ting | CHN China Fu Xiaochen Li Denglin Ma Yue                                                                           |
| Duplas mistas     | JPN Japão Toshiki Uematsu Noa Takahashi                                              | JPN Japão Riku Uchida Tomomi Shimuta                                                     | TPE Taipé Chinês Lin Wei-chieh Huang Shih-yuan                                                                    |
| Duplas mistas     | JPN Japão Toshiki Uematsu Noa Takahashi                                              | JPN Japão Riku Uchida Tomomi Shimuta                                                     | KOR Coreia do Sul Kim Hyun-soo Mun Hye-gyeong                                                                     |

## Nações participantes
Um total de 97 atletas de 12 nações competiram no tênis soft nos Jogos Asiáticos de 2022:
- CAM Camboja (10)
- CHN China (3)
- TPE Taipé Chinês (10)
- IND Índia (10)
- INA Indonésia (7)
- JPN Japão (10)
- MGL Mongólia (10)
- PRK Coreia do Norte (3)
- PHI Filipinas (10)
- KOR Coreia do Sul (10)
- THA Tailândia (10)
- VIE Vietnã (4)

## Tabela geral de medalhas
| Pos.               | País                | Ouro | Prata | Bronze | Total |
| ------------------ | ------------------- | ---- | ----- | ------ | ----- |
| 1                  | Japão (JPN)         | 4    | 2     | 0      | 6     |
| 2                  | Coreia do Sul (KOR) | 1    | 0     | 4      | 5     |
| 3                  | Taipé Chinês (TPE)  | 0    | 3     | 2      | 5     |
| 4                  | China (CHN)         | 0    | 0     | 3      | 3     |
| 5                  | Indonésia (INA)     | 0    | 0     | 1      | 1     |
| Total (5 entradas) | Total (5 entradas)  | 5    | 5     | 10     | 20    |